# 뉴클리어스
뉴클리어스는 2012년 싱글 앨범 [Heaven]으로 데뷔한 대한민국의 개신교 음악 그룹이다.

## 공연
- 2014 사운드베리 페스타 (2014)
- 뉴클리어스 콘서트 (2015)